# Cheikh Hamidou Kane
Pour les articles homonymes, voir Kane.
Ne doit pas être confondu avec Cheikh Hamidou Kane Mathiara.
Cheikh Hamidou Kane, né à Matam le 2 avril 1928,, est un écrivain et un haut fonctionnaire sénégalais, qui occupa notamment des fonctions ministérielles. Son livre L'Aventure ambiguë, qui lui vaut le grand prix littéraire d'Afrique noire en 1962, est devenu un classique de la littérature africaine. Cet ouvrage est aussi le principal argument qui lui vaudra d'être consacré à l'édition 2019 du Grand Prix des mécènes.
L'Université Virtuelle du Sénégal UVS porte son nom et devient l'Université Numérique Cheikh Hamidou KANE depuis le 18 Janvier 2023  

## Biographie
Né le 2 avril 1928 à Matam, au nord du Sénégal, Cheikh Hamidou Kane appartient à une grande famille peule, une ethnie qu’on retrouve dans presque tous les pays de l’Afrique de l’Ouest et dont les chefs ont été parmi les premiers convertis à l’islam en Afrique, lors de la dynastie des Almoravides au 10e siècle. Second fils de Mamadou Lamine Kane et de Yéya Racine Kane, il est, comme les cadets chez les Peuls, surnommé Samba (comme le Samba Diallo de L’Aventure ambiguë). Son père, fonctionnaire à Louga, était connu pour sa piété et sa générosité́.
Destiné par son père à devenir marabout, Cheikh Hamidou est confié, dès l’âge de 7 ans, aux soins du maître coranique Thierno Moctar Gadio à Saldé, le village natal de sa mère. À 9 ans, avec l’appui d’un cousin instituteur de la région, il est inscrit à l’école primaire française de Louga. Avide de lectures, le jeune Cheikh Hamidou rêve d’être philosophe. Mais l’accès au lycée étant réservé aux fils de colons blancs, il est orienté vers l’école des fils de chefs, établie dans les locaux de l’école primaire supérieure Blanchot, à Saint-Louis.
Déterminé à aller au lycée plutôt que d’embrasser une carrière de chef de canton à laquelle on le destine, Cheikh Hamidou surmonte une série d’obstacles placés sur son chemin par l’administration coloniale. Il apprend tout seul le programme de seconde et, au grand étonnement des autorités, est reçu à l’examen d’entrée en première au lycée Van Vollenhoven à Dakar, où il fait de brillantes études. Muni du baccalauréat, il s'inscrit en 1951 à l’Institut des Hautes Études de Dakar, l’ancêtre de l’Université Cheikh-Anta-Diop, où il commence ses études de droit et de propédeutique lettres dans la perspective d’entamer des études de philosophie. Pendant cette période du lycée et de l’Institut des Hautes études à Dakar, il ne cesse de mener des activités corporatistes et estudiantines, notamment au sein de l’AGED, l’Association générale des étudiants de Dakar, tout comme il continuera de le faire plus tard, au sein de la FEANF, la Fédération des étudiants d’Afrique noire en France.
Le jeune Cheikh Hamidou poursuit ses études en 1952 à Paris, au prestigieux lycée Louis-le-Grand ainsi qu’à la Sorbonne, où il obtient deux licences, l’une en droit, l’autre en philosophie. En septembre 1956, il réussit au concours d’entrée à l’École nationale de la France d’Outre-Mer (ENFOM). En 1959, muni de ses diplômes, Cheikh Hamidou Kane est officiellement administrateur de la France d’Outre-mer et prêt à rentrer au Sénégal.
Mamadou Dia, alors président du Conseil du gouvernement du Sénégal et dont l’attention fut attirée par les qualités de travail de Cheikh Hamidou, l'affecte tout de suite au Ministère du Développement économique, puis, en mars 1960, à un mois de l’indépendance du Sénégal, le nomme gouverneur de la région de Thiès, zone-test du plan économique de Mamadou Dia pour le développement rural. Un an plus tard, le Président Léopold Sédar Senghor promeut Cheikh Hamidou Kane Haut-Commissaire Général au Plan. C’est aussi cette année-là, 1961, que paraît son roman, L’Aventure ambiguë, entamé en 1952, et qui recevra le Grand Prix littéraire d’Afrique noire en 1962. Cf. « Œuvre »
À l’époque où Cheikh Hamidou Kane participait à la transformation de la colonie du Sénégal en État indépendant, un orage grondait à la tête du jeune gouvernement. La nouvelle république avait un régime parlementaire, où le pouvoir exécutif était partagé entre le Président de la République, Léopold Senghor, et le Président du Conseil, Mamadou Dia. Incommodé par le pouvoir de Dia et inquiet des conflits et complots au sein du gouvernement, Senghor décide de mettre un terme au régime parlementaire et fait mettre Dia aux arrêts, l’accusant d’avoir fomenté un coup d'État.
Au moment de cet évènement, Senghor propose à Cheikh Hamidou Kane de le nommer vice-président du Sénégal après qu’il aurait procédé à une réforme constitutionnelle substituant un régime présidentiel au régime parlementaire. En désaccord avec le Président Senghor et la façon dont il avait géré son différend avec Dia, Cheikh Hamidou décline l’offre et quitte le Sénégal en 1962, décidé à ne revenir que quand Dia, qu’il savait innocent, serait libéré de prison. Cet exil volontaire durera douze longues années, pendant lesquelles Cheikh Hamidou sera engagé par l’UNICEF, à Lagos, puis à Abidjan, pour diriger les opérations de l’organisme international dans une vingtaine de pays de l’Afrique subsaharienne.
En 1974, Senghor se résout finalement à libérer Dia. Mais avant de revenir au Sénégal, Cheikh Hamidou accepte le poste de vice-président du Centre de Recherche pour le Développement International, basé à Ottawa, une fonction qui le fait voyager à travers le monde, des Philippines à l’Amérique Latine en passant par l’Inde et d’autres pays du Sud.
Dès son retour au Sénégal, en 1976, Senghor lui confie la gestion de ce qu’il restait de Dakar-Marine, un projet grandiose de chantier de construction navale à Dakar, conçu par le Shah d’Iran et Senghor. À l’issue de la réalisation de ce projet en 1978, Senghor nomme Cheikh Hamidou Kane ministre du Développement industriel et de l’Artisanat. Puis, de 1981 à 1988, Cheikh Hamidou occupera le poste de ministre du Plan et de la Coopération sous le Président Abdou Diouf. Après trente ans de service public, Cheikh Hamidou Kane demande à être libéré de ses fonctions. Il est prêt pour la retraite, mais une retraite active. En effet, pendant de nombreuses années, il fut le président d’ENDA Tiers-Monde et d’autres associations non gouvernementales à vocation culturelle, comme Tabital Pulâgu, une organisation vouée à préserver l’héritage peul, ou d'initiative caritative comme le PARRER, œuvrant pour le retrait et la réinsertion des enfants de la rue.
Cheikh Hamidou est alors prêt à retourner à l’écriture. Son deuxième roman, Les Gardiens du Temple, paraît en 1995. Selon l’auteur, « L’Aventure ambiguë témoigne de ma vie et des trente dernières années de la colonisation. Quant aux Gardiens du Temple, il dépeint les trente années qui ont suivi l’indépendance. »[1]
Cheikh est aussi prêt à consacrer plus de temps à sa famille. Sa première épouse, Yâye Oumou, une cousine, était de santé fragile et meurt à l’âge de 26 ans après lui avoir donné deux filles. Avec sa deuxième épouse, Marie-Thérèse, une sage-femme, Cheikh Hamidou a quatre enfants, deux garçons et deux filles.

## Œuvre
Cheikh Hamidou Kane est l’auteur de deux romans, L’Aventure ambiguë (1961) et Les Gardiens du Temple (1995), des œuvres qui lui ont valu le Grand Prix Littéraire d’Afrique Noire (1962) et le Grand Prix des Mécènes (2019). Selon l’auteur, « aucune de ces œuvres n’est pleinement intelligible sans l’autre », car « si on perçoit clairement dans L’Aventure ambiguë en quels termes se déclinent les thèses et antithèses métaphysiques et culturelles de la problématique vécue par les Diallobé, c’est dans Les Gardiens du Temple qu’on peut entendre les synthèses, particulièrement à travers Salif Bâ et Daba Mbaye, figures ressuscitées de Samba Diallo et de la Grande Royale »[1].

### L’Aventure ambiguë(Julliard, 1961)
L’Aventure ambiguë, un roman semi-autobiographique, retrace le déchirement culturel et spirituel du jeune Samba Diallo, fils d’un « chevalier » Diallobé, confié dès l’âge de 7 ans à un maître coranique très strict qui assure son éducation spirituelle. Deux ans plus tard, cependant, sa cousine , la pragmatique Grande Royale, prend la décision difficile d’envoyer les enfants à l’école nouvelle pour « apprendre l’art de vaincre sans avoir raison » (p. 47), au risque même de perdre les valeurs ancestrales.
Au fur et à mesure que Samba s’immerge dans la culture occidentale à travers ses études, sa foi en Dieu chancelle : « Ta vérité ne pèse plus très lourd, mon Dieu... » (p. 139). Avec ses études de philosophie, il reconnaît qu’il a « choisi l’itinéraire le plus susceptible de [le] perdre » et son aventure devient celle de tous les intellectuels africains de l’époque : « Il nous apparaît soudain que, tout au long de notre cheminement, nous n’avons pas cessé de nous métamorphoser, et que nous voilà devenus autres. Quelquefois, la métamorphose ne s’achève pas, elle nous installe dans l’hybride et nous y laisse. » (p. 125) 
Inquiet de la détresse de son fils, le Chevalier lui demande de rentrer en Afrique. « Tu crains que Dieu ne t’ait abandonné, parce que tu ne le sens plus avec autant de plénitude que dans le passé, [...] mais tu n’as pas songé qu’il se puisse que le traître, ce fût toi ? » (p. 176).
La scène finale du livre se déroule au cimetière des Diallobé, sur la tombe de son cher maître coranique, Thierno. Le fou, seul personnage fictif du roman, veut que Samba prie, interprète le « non » de Samba comme une réponse à ses requêtes et le tue d’un coup de couteau. En fait, Samba était en train de parler à Dieu, lui promettant de revenir à Lui. Le dernier chapitre, qui a fait couler beaucoup d’encre, est loin d’être un suicide ou ce que certains critiques ont appelé « une conclusion facile », car « voici que s’opère la grande réconciliation » (p. 189) et l’ambiguïté n’est plus (p. 190). Selon l’auteur lui-même, « Samba Diallo, enfant de la foi et de la raison, avait pour mission de sauver Dieu dans un monde mondialisé qui risquait de mourir sous le poids du matérialisme triomphant. La mort du protagoniste, souvent considérée comme un échec, annonce en fait une possibilité de réconciliation entre la foi et la raison. »

### Les Gardiens du Temple(Stock, 1995)
Cheikh Hamidou Kane a entamé l'écriture de ce deuxième roman dans les années 1966-67, mais ne l’a terminé et publié qu’en 1995. Mamadou Dia et Aimé Césaire avaient lu le manuscrit et avaient recommandé à Kane d’attendre que Senghor ne soit plus Président du Sénégal, car il se reconnaîtrait dans le personnage de Laskol, ce qui pourrait avoir des conséquences néfastes. Le titre du manuscrit était Jours de colère, et Mamadou Dia y figurait aussi, sous le personnage de Dankaro.
Les Gardiens du Temple est donc le prolongement de L’Aventure ambiguë, mais au lieu d’être principalement philosophique, le message est politique et social. Samba Diallo le philosophe est devenu Salif Bâ l’ingénieur agronome, un homme d’action (comme Cheikh Hamidou Kane le Ministre). La Grande Royale est devenue Daba Mbaye, qui détient un doctorat en histoire et « a appris de l’école nouvelle la manière occidentale de rendre raison du passé ». Le Maître est devenu Thierno Saïdou Barry, qui croit que « Dieu ayant fait de l’homme son vicaire ici-bas, le monde doit être aménagé à son service. Soigner les hommes, les nourrir, les vêtir, les protéger, sont œuvres pies. » (GdT p. 48). Ces personnages, ainsi que Farba Mâri le griot et gardien de la culture des Diallobé, sont les « gardiens du temple » et représentent l’identité moderne de l’Africain, à savoir, selon l’expression de Joseph Ki Zerbo, « le retour de soi à soi à un niveau supérieur ».
Tout comme L’Aventure ambiguë décrivait l’itinéraire spirituel et identitaire de l’Africain déchiré entre la tradition et la modernité, Les Gardiens du Temple propose une résolution de l’ambiguïté et voie pour atteindre la terre promise annoncée par le Chevalier, ce monde commun à tous les fils de la terre. Cette évolution n’est pas facile pour l’Afrique : elle passe par des révoltes, des coups d’état, et une remise en cause de l’administration des colonisateurs ainsi que des dirigeants qui ont suivi les Indépendances (d’où la présence de Laskol et Dankaro), mais le cycle infernal ne peut prendre fin que par le dialogue entre tous les représentants de la société. Les “Gardiens du temple” montre qu’on peut prendre le chemin de l’Occident sans perdre ni la foi, ni la force de la solidarité.

## Distinctions
- Grand Prix des mécènes, 2019[4].
- Grand prix littéraire d'Afrique noire, 1962[3].